# Kanton Saint-Junien
Saint-Junien is een kanton van het Franse departement Haute-Vienne. Het kanton maakt deel uit van het arrondissement Rochechouart.

Het telt 20.508 inwoners in 2018.

Het kanton werd gevormd ingevolge het decreet van 20 februari 2014 met uitwerking op 22 maart 2015, door samenvoeging van de opgeheven kantons  Saint-Junien-Est en Saint-Junien-Ouest.

## Gemeenten
Het kanton omvat volgende gemeenten:
- Chaillac-sur-Vienne
- Javerdat
- Oradour-sur-Glane
- Saillat-sur-Vienne
- Saint-Brice-sur-Vienne
- Saint-Junien
- Saint-Martin-de-Jussac
- Saint-Victurnien